# Marketing passa-a-palavra
O marketing passa-a-palavra (sigla em inglês: WOMM [word-of-mouth marketing]), também conhecido como publicidade passa-a-palavra ou marketing de boca a boca,[carece de fontes?] é uma forma de promoção não paga (oral ou escrita) em que os clientes satisfeitos contam a outras pessoas o quanto gostam de uma empresa, de um produto, de um serviço ou de um evento.
O passa-a-palavra é uma das formas de publicidade de mais confiança porque as pessoas que não tomam posições para beneficiar, em termos pessoais, da promoção de algo, põem a sua reputação  em risco cada vez que fazem uma recomendação.

## História
George Silverman, psicólogo, deu origem ao marketing passa-a-palavra quando criou o que ele denominou "seminários passa-a-palavra  " para envolver os médicos no diálogo sobre os novos produtos farmacêuticos. Silverman apercebeu-se de um fenómeno interessante enquanto orientava grupos com médicos no início dos anos 70. “Um ou dois médicos que estavam a ter boas experiências com um medicamento eram capazes de influenciar um grupo inteiro de céticos. Até eram capazes de influenciar um grupo de pessoas insatisfeitas que tinham tido experiências negativas com antigas prescrições.
Com o aparecimento da Web 2.0, muitas das empresas em lançamento  como a Facebook, a Youtube , a MySpace, e a Digg, utilizaram o buzz marketing  combinando-o com as redes sociais que desenvolveram.[carece de fontes?] Com o aumento da utilização da internet como uma plataforma de pesquisa e de comunicação , o passar a palavra tornou-se um recurso ainda mais eficaz para os consumidores e para os comerciantes.
Em Outubro de 2005, a organização fiscalizadora de publicidade , Commercial Alert, fez uma petição à Comissão Federal do Comércio americana para esta emitir diretrizes a exigir que os comerciantes passa-a-palavra que são pagos revelassem a sua relação com a empresa cujo produto estão a comercializar, assim como  as compensações  que dela obtiveram. A Comissão Federal do Comércio americana declarou que iria investigar as situações em que as relações  entre os comerciantes word-of-mouth de um produto e os vendedores não são reveladas e podendo influenciar a recomendação publicitária. A CFC  declarou que iria perseguir os infratores caso a caso . As consequências para os infratores podem incluir um pedido de cessar-e-desistir  , multas e pena criminal.
A firma de investigação, PQ Media, calculou que, em 2008, as empresas gastaram 1,54 mil milhões de dólares no marketing passa-a-palavra. Enquanto que os gastos nos meios de publicidade tradicionais diminuíam, os gastos no marketing passa-a-palavra aumentaram 14,2 % em 2008, sendo que 30 % desse valor foi investido em marcas de bebidas e comida.

## Conceitos

### Buzz
O marketing buzz, ou simplesmente "buzz", é um termo utilizado no marketing passa-a-palavra — a interação entre consumidores e utilizadores de um produto ou de um serviço têm a função de ampliar a mensagem de marketing original. Há quem diga que o buzz é um tipo de propaganda entre consumidores, uma associação, agitação ou expectativa imprecisa mas positiva em relação a um produto ou serviço. O "buzz" positivo é muitas vezes o objetivo do marketing viral, das relações públicas e da publicidade nos meios de comunicação que utilizam a aplicação Web 2.0. O termo refere-se tanto à execução da técnica de marketing como ao património da marca que consequentemente é criado. Exemplos de produtos com um marketing buzz influente aquando da sua introdução são o Harry Potter, o Volkswagen New Beetle, o Pokémon, os Beanie Babies, e o "Projecto Blair Witch".

### Efeitos virais
O marketing e a publicidade virais são palavras da moda que se referem às técnicas de marketing que utilizam as redes sociais preexistentes para criar um aumento no reconhecimento da marca, ou para alcançar outros objetivos de marketing (tais como as vendas de produtos) através de processos virais que se duplicam a si mesmos, análogos à propagação de vírus informáticos. Podem ser distribuídos pelo passa-a-palavra ou valorizados pelos efeitos de rede da internet.. A publicidade viral pode tomar a forma de registos videográficos, jogos interativos Flash, advergames, livros eletrônicos, software personalizável, imagens, ou até mensagens de texto. O objetivo dos comerciantes interessados em criar programas de marketing viral de sucesso é identificar pessoas com grande habilidade para as redes sociais (SNP) — (e que muito provavelmente serão selecionados por outra empresa da competição) assim como criar mensagens virais que atraiam esta parte da população. O termo “marketing viral” também já foi usado pejorativamente para fazer referência às campanhas de marketing clandestinas — a utilização sem escrúpulos de astroturfing em linha, em conjunto com a publicidade undermarket, em centros comerciais, para dar a impressão de que há um entusiasmo espontâneo do passa-a-palavra.

## A controvérsia da terminologia
A página Businessdictionary.com defende que o termo “marketing passa-a-palavra”, que é um termo comumente  usado no marketing, está “incorreto”, já que não correspondia à sua definição de publicidade, a qual é limitada à comunicação paga e não individual.